# Плодопитомник (Адигея)
Плодопитомник (рос. Плодопитомник) — селище Кошехабльського району Адигеї Росії. Входить до складу Дмитрієвського сільського поселення.
Населення — 92 особи (2015 рік).

## Вулиці
Усього 2 вулиці:
- Травнева,
- Центральна.